# تپه میر فضل‌الله (۲)
تپه میر فضل‌الله (۲) مربوط به هزاره دوم و ۳ قبل از میلاد - دوره ساسانیان است و در شهرستان ممسنی، بخش رستم، دهستان رستم ۳، روستای کوپن علیا واقع شده و این اثر در تاریخ ۲۳ بهمن ۱۳۸۵ با شمارهٔ ثبت ۱۷۲۴۸ به‌عنوان یکی از آثار ملی ایران به ثبت رسیده است.